# Pão ázimo
Pão ázimo, pão asmo, matzá (em hebraico) ou matzo (ídiche) é um tipo de pão assado sem fermento, feito somente de farinha de trigo (ou de outros cereais como aveia, cevada e centeio) e água. 
De acordo com a tradição judaico-cristã, os israelitas fizeram pão ázimo antes da fuga do Antigo Egito.
O pão ázimo é prato obrigatório na festa do Pessach (páscoa judaica), festa que também se chama Hag ha-matzot, ou a festa dos pães ázimos.

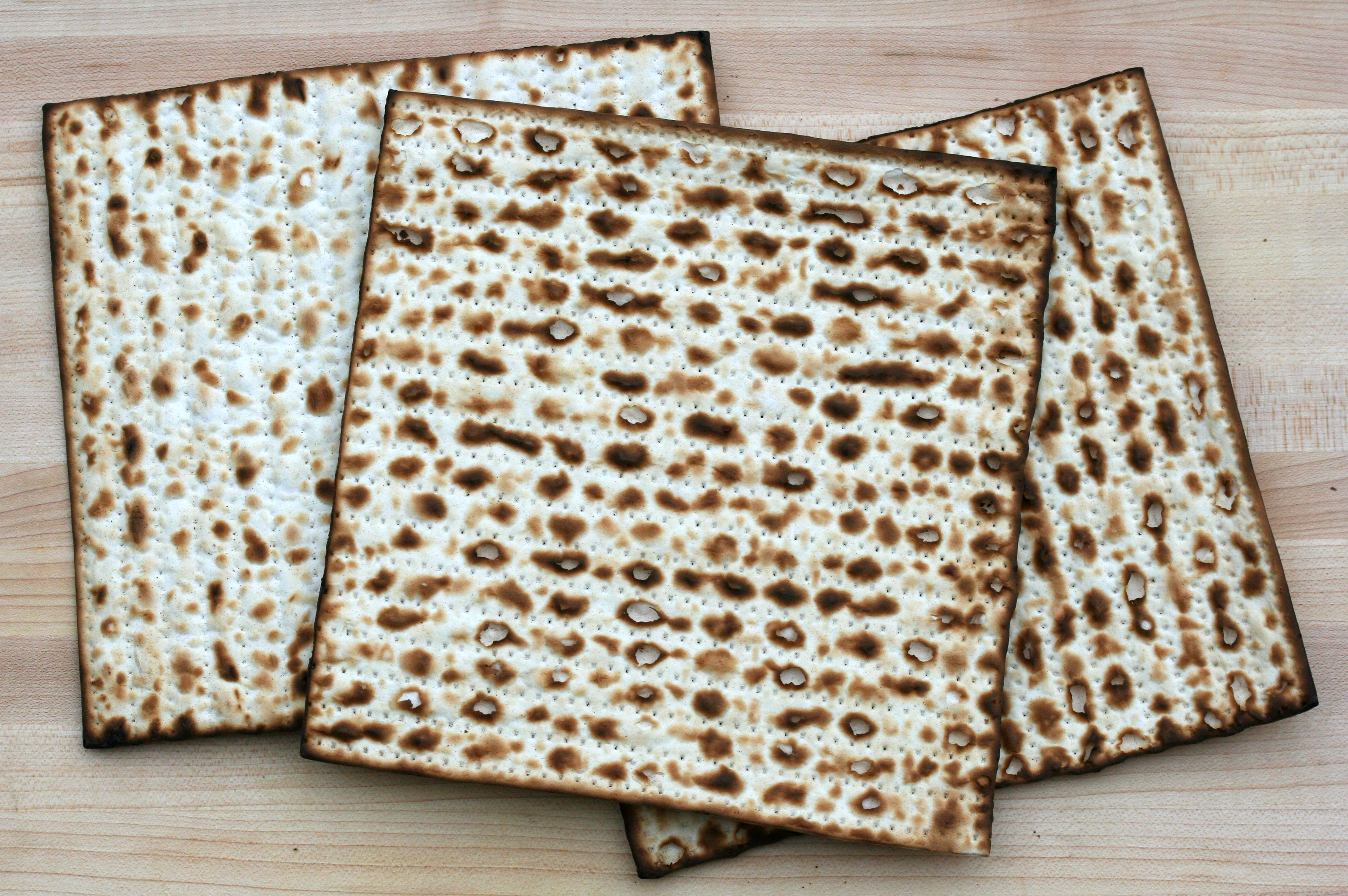
Matzá, pão sem fermento utilizado na comemoração de Pessach.